# Organic
Organic è un album di Joe Cocker composto principalmente da cover, distribuito il 29 ottobre 1996. L'album è stato edito da 550 Music.

## Tracce
1. Into the Mystic - 3:31 (Van Morrison)
2. Bye Bye Blackbird - 3:31 (Morton Dixon, Ray Henderson)
3. Delta Lady - 3:16 (Leon Russell)
4. Heart Full of Rain - 4:48 (Michael Dan Ehmig, Tony Joe White)
5. Don't Let Me Be Misunderstood - 3:52 (Bennie Benjamin, Gloria Caldwell, Sol Marcus)
6. Many Rivers to Cross - 4:23 (Jimmy Cliff)
7. High Lonesome Blue - 4:10 (Cocker/White)
8. Sail Away - 3:00 (Randy Newman)
9. You and I - 4:35 (Stevie Wonder)
10. Darling Be Home Soon - 4:11 (John Sebastian)
11. Dignity - 3:13 (Bob Dylan)
12. You Can Leave Your Hat On - 3:46 (Newman)
13. You Are So Beautiful - 2:43 (Bruce Fisher, Billy Preston)
14. Can't Find My Way Home - 3:53 (Steve Winwood)

### Bonus Track
1. Human Touch - 3:46 (Bruce Springsteen)
2. Anybody Seen My Girl - 3:02 (Kevin Moore)
3. Something - 3:18 (George Harrison)

## Formazione
- Joe Cocker - voce
- Dean Parks - chitarra acustica
- Kenny Aronoff - batteria, percussioni
- James Hutch Hutchinson - basso
- Johnny Lee Schell - chitarra elettrica
- Jim Keltner - batteria, percussioni
- Randy Newman - pianoforte
- Darryl Jones - basso
- Joe Porcaro - percussioni
- Chris Stainton - pianoforte
- Greg Leisz - chitarra, dobro
- Billy Preston - organo Hammond B3
- Tony Joe White - chitarra elettrica, armonica a bocca
- Jamie Muhoberac - sintetizzatore, organo Hammond B3
- Suzie Katayama - violoncello
- Rudy Stein - violoncello
- Denyse Buffum - viola
- Evan Wilson - viola
- Peter Kent - violino
- Sid Page - violino
- Merry Clayton, Portia Griffith, Maxine Sharp, Myrna Smith - cori

Note aggiuntive
- Don Was - produttore